# Bitter Tears: Ballads of the American Indian
Bitter Tears: Ballads of the American Indian es un álbum conceptual lanzado por el cantante Country Johnny Cash en 1964 bajo la disquera Columbia Records, este álbum es uno de tantos CD estilo "Americana" (se refiere a artefactos que simbolizan a la cultura de Estados Unidos), como el nombre indica este disco se concentra en los problemas de los nativos americanos en Estados Unidos. Cash estaba seguro de que sus ancestros eran miembros de la tribu Cherokee y al unir rastros de su vida con lo anteriormente mencionado se basó para escribir Bitter Tears: Ballads of the American Indian.A través del álbum Cash se enfoca en la dura e injusta vida de los indígenas norteamericanos, la primera canción del álbum "As Long as the Grass Shall Grow" habla de la pérdida de la nación Seneca en las tierras de Pensilvania por la construcción de la represa Kinsua al principio de los '60, esta misma canción fue reeditada en el álbum Unearthed cambiando la letra y refiriéndose a la devoción hacia June Carter Cash la cual fue un dueto en ese álbum, otra canción que llegó a tener éxito de este álbum fue "The Ballad of Ira Hayes" que llegó al ranking número 3 de canciones country y trata de la vida de Ira Hayes un joven marino nativo-americano que participó en Iwo Jima levantando la bandera en el famoso cuadro estadounidense de esa guerra por lo cual se volvió famoso en un instante, Hayes murió ebrio y pobre en la reserva donde había nacido él.

## Canciones
1. As Long as the Grass Shall Grow – 6:10
2. Apache Tears – 2:34
3. Custer – 2:20
4. The Talking Leaves – 3:55
5. The Ballad of Ira Hayes – 4:07
6. Drums – 5:04
7. White Girl – 3:01
8. The Vanishing Race – 4:02

## Personal
- Johnny Cash - Vocalista
- Luther Perkins - Guitarra
- Norman Blake - Guitarra
- Bob Johnson - Guitarra
- Marshall Grant - Bajo
- W.S. Holland - Percusión
- The Carter Family - Acompañamiento vocal

## Ranking
Álbum - Billboard (América del Norte)
| Año  | Tabla           | Posición |
| ---- | --------------- | -------- |
| 1964 | Álbumes Country | 2        |
| 1964 | Álbumes Pop     | 47       |

Canciones - Billboard (América del Norte)
| Año  | Canción                   | Tabla             | Posición |
| ---- | ------------------------- | ----------------- | -------- |
| 1964 | "The Ballad of Ira Hayes" | Canciones Country | 3        |